# Џон Браун
Џон Браун (енгл. John Brown; Торингтон, 9. мај 1800 — Чарлс Таун, 2. децембар 1859) је био амерички бели аболициониста који се залагао за укидање ропства, и користио насилне методе у постизању овог циља. Водио је неуспешан напад на Харперс Фери 1859, и масакр у Потаватомију 1856. у Крвавом Канзасу.